# Promozione Puglia 1983-1984
Nella stagione 1983-1984 la Promozione era sesto livello del calcio italiano (il massimo livello regionale). Qui vi sono le statistiche relative al campionato in Puglia.
Il campionato è strutturato in vari gironi all'italiana su base regionale, gestiti dai Comitati Regionali di competenza. Promozioni alla categoria superiore e retrocessioni in quella inferiore non erano sempre omogenee; erano quantificate all'inizio del campionato dal Comitato Regionale secondo le direttive stabilite dalla Lega Nazionale Dilettanti, ma flessibili, in relazione al numero delle società retrocesse dal Campionato Interregionale e perciò, a seconda delle varie situazioni regionali, la fine del campionato poteva avere degli spareggi sia di promozione che di retrocessione.

## Girone A

### Squadre partecipanti
| Club                         | Città                      |
| ---------------------------- | -------------------------- |
| A.S.C. Acquaviva             | Acquaviva delle Fonti (BA) |
| F.C. AVIS Edilsport Altamura | Altamura (BA)              |
| U.S. Bitonto                 | Bitonto (BA)               |
| S.S. Cassano                 | Cassano Murge (BA)         |
| A.S. Castellana              | Castellana Grotte (BA)     |
| A.C. Cerignola               | Cerignola (FG)             |
| U.S. Corato                  | Corato (BA)                |
| A.S. Gravina                 | Gravina di Puglia (BA)     |
| Molfetta Sportiva            | Molfetta (BA)              |
| U.S. Rutigliano              | Rutigliano (BA)            |
| A.S. Ruvo                    | Ruvo di Puglia (BA)        |
| Pol. Sammarco                | San Marco in Lamis (FG)    |
| A.C. San Giovanni Rotondo    | San Giovanni Rotondo (FG)  |
| U.S. San Severo              | San Severo (FG)            |
| G.S. Calcio Santeramo        | Santeramo in Colle (BA)    |
| A.C. Triggiano               | Triggiano (BA)             |

### Classifica finale
|  | Pos. | Squadra              | Pt  | G   | V   | N   | P   | GF  | GS  | DR  |
|  | ---- | -------------------- | --- | --- | --- | --- | --- | --- | --- | --- |
|  | 1.   | Corato               | 44  | 30  | 17  | 10  | 3   | 44  | 16  | +28 |
|  | 2.   | Bitonto              | 43  | 30  | 16  | 11  | 3   | 51  | 21  | +30 |
|  | 3.   | Cerignola            | 41  | 30  | 15  | 11  | 4   | 35  | 20  | +15 |
|  | 4.   | Altamura             | 37  | 30  | 15  | 7   | 8   | 38  | 27  | +11 |
|  | 5.   | Calcio Santeramo     | 35  | 30  | 11  | 13  | 6   | 41  | 29  | +12 |
|  | 6.   | San Giovanni Rotondo | 32  | 30  | 11  | 10  | 9   | 41  | 34  | +7  |
|  | 7.   | Castellana           | 30  | 30  | 8   | 14  | 8   | 20  | 20  | 0   |
|  | 8.   | Rutigliano           | 28  | 30  | 11  | 6   | 13  | 36  | 32  | +4  |
|  | 8.   | Gravina              | 28  | 30  | 9   | 10  | 11  | 29  | 32  | -3  |
|  | 10.  | Triggiano            | 27  | 30  | 7   | 13  | 10  | 23  | 29  | -6  |
|  | 10.  | Molfetta             | 27  | 30  | 9   | 9   | 12  | 23  | 29  | -6  |
|  | 12.  | Acquaviva            | 26  | 30  | 7   | 12  | 11  | 20  | 28  | -8  |
|  | 13.  | Sammarco             | 24  | 30  | 7   | 10  | 13  | 30  | 36  | -6  |
|  | 14.  | Cassano              | 24  | 30  | 6   | 12  | 12  | 29  | 39  | -10 |
|  | 15.  | San Severo           | 22  | 30  | 7   | 8   | 15  | 26  | 43  | -17 |
|  | 16.  | Ruvo                 | 12  | 30  | 4   | 4   | 22  | 17  | 68  | -51 |
|  |      |                      | 480 | 480 | 160 | 160 | 160 | 503 | 503 | 0   |

Legenda:

         Promosso nel Campionato Interregionale 1984-1985.
         Retrocesso in Prima Categoria 1984-1985.
 Retrocessione diretta.
Note:
Due punti a vittoria, uno a pareggio, zero a sconfitta.
Il Cassano è retrocesso dopo aver perso lo spareggio salvezza contro il San Pietro Vernotico il 20/05/1984 a Martina Franca 0-0 (3-1 d.c.r.).

## Girone B

### Squadre partecipanti
| Club                               | Città                      |
| ---------------------------------- | -------------------------- |
| Pol. Carovigno                     | Carovigno (BR)             |
| A.C. Copertino                     | Copertino (LE)             |
| S.S. Francavilla Calcio            | Francavilla Fontana (BR)   |
| A.C. Virtus Gallipoli              | Gallipoli (LE)             |
| A.S. Ginosa                        | Ginosa (TA)                |
| A.C. Juventus Club Parola Carmiano | Carmiano (LE)              |
| A.C. Locorotondo                   | Locorotondo (BA)           |
| U.S. Lorenzo Mariano               | Scorrano (LE)              |
| A.C. Massafra                      | Massafra (TA)              |
| Pol. Matino                        | Matino (LE)                |
| U.S. Mesagne                       | Mesagne (BR)               |
| Pol. C.S.I. Parabita               | Parabita (LE)              |
| S.S. Racale                        | Racale (LE)                |
| F.C. Real Taranto                  | Taranto                    |
| Pol. San Pietro                    | San Pietro Vernotico (BR)  |
| U.S. San Vito                      | San Vito dei Normanni (BR) |

### Classifica finale
|  | Pos. | Squadra                  | Pt  | G   | V   | N   | P   | GF  | GS  | DR  |
|  | ---- | ------------------------ | --- | --- | --- | --- | --- | --- | --- | --- |
|  | 1.   | Mesagne                  | 46  | 30  | 17  | 12  | 1   | 48  | 16  | +32 |
|  | 2.   | Ginosa                   | 42  | 30  | 16  | 10  | 4   | 45  | 13  | +32 |
|  | 3.   | Virtus Gallipoli         | 39  | 30  | 16  | 7   | 7   | 44  | 20  | +24 |
|  | 4.   | Massafra                 | 35  | 30  | 13  | 9   | 8   | 34  | 20  | +14 |
|  | 5.   | San Vito Normanni        | 34  | 30  | 11  | 12  | 7   | 37  | 27  | +10 |
|  | 5.   | Matino                   | 34  | 30  | 11  | 12  | 7   | 32  | 24  | +8  |
|  | 7.   | Copertino                | 33  | 30  | 9   | 15  | 6   | 37  | 21  | +16 |
|  | 7.   | Real Taranto             | 33  | 30  | 12  | 9   | 9   | 29  | 21  | +8  |
|  | 9.   | Lorenzo Mariano          | 32  | 30  | 11  | 10  | 9   | 50  | 33  | +17 |
|  | 10.  | Francavilla              | 30  | 30  | 9   | 12  | 9   | 33  | 24  | +9  |
|  | 11.  | Juventus Parola Carmiano | 29  | 30  | 7   | 15  | 8   | 24  | 24  | 0   |
|  | 12.  | Carovigno                | 25  | 30  | 7   | 11  | 12  | 29  | 36  | -7  |
|  | 13.  | Racale                   | 23  | 30  | 6   | 11  | 13  | 24  | 44  | -20 |
|  | 14.  | San Pietro Vernotico     | 21  | 30  | 7   | 7   | 16  | 23  | 42  | -19 |
|  | 15.  | Locorotondo              | 19  | 30  | 5   | 9   | 16  | 16  | 43  | -27 |
|  | 16.  | CSI Parabita             | 5   | 30  | 0   | 5   | 25  | 2   | 99  | -97 |
|  |      |                          | 480 | 480 | 157 | 166 | 157 | 507 | 507 | 0   |

Legenda:

         Promosso nel Campionato Interregionale 1984-1985.
         Retrocesso in Prima Categoria 1984-1985.
Note:
Due punti a vittoria, uno a pareggio, zero a sconfitta.